# 翼药花
翼药花（学名：Pternandra caerulescens）为野牡丹科翼药花属下的一个种。

## 扩展阅读
- 維基物種上的相關：翼药花